# هوراس ميتشيل
هوراس ميتشيل (9 فبراير 1858 في المملكة المتحدة - 4 يناير 1951) (بالإنجليزية: Horace Mitchell)‏ هو لاعب كريكت بريطاني (وحمل سابقاً جنسية المملكة المتحدة لبريطانيا العظمى وأيرلندا). لعب مع نادي مقاطعة ساسكس للكركيت ‏.

## وصلات خارجية
- هوراس ميتشيل على موقع إي آس بي آن كريك إنفو (الإنجليزية)